# 德钦箭竹
德钦箭竹（学名：Fargesia sylvestris）为禾本科箭竹属下的一个种。

## 扩展阅读
- 維基物種上的相關：德钦箭竹